# Pólvora marrom

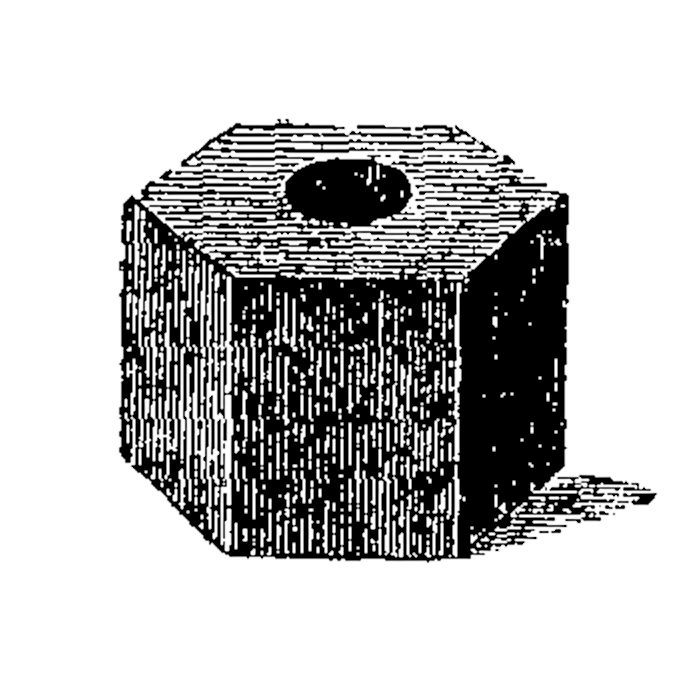
Ilustração de um grão de pólvora prismática

A pólvora marrom ou pólvora prismática, algumas vezes referido como "pólvora de cacau" devido à sua cor, foi um propelente usado em artilharia de grosso calibre e canhões de navios por volta de 1870. Embora semelhante à pólvora negra, foi quimicamente formulado e formado hidraulicamente em um formato de grão específico para fornecer taxas de queima mais lentas com queima neutra ou progressiva, em oposição à queima mais rápida e regressiva típica de grãos de pólvora negra de formato aleatórioa produzidos por esmagamento e pólvora de peneiramento formado em folhas em uma caixa de prensa, como era típico para pólvora de canhões anteriormente.

## Características
Se o objetivo é apenas causar danos por explosão, pólvoras com alta potência explosiva, alta taxa de combustão e grande velocidade de detonação são as ideais, mas para armas, especialmente canhões pólvoras de queima lenta diminuem o estresse de disparo. Isso permite canos mais leves, mais longos (e mais precisos), diminuindo os custos de produção e manutenção. Outras modificações na taxa de queima foram obtidas moldando os grãos da pólvora em formas prismáticas, tipicamente prismas hexagonais ou octogonais de perfuração única.
Em 1880, os canhões navais usavam pólvoras com grãos hexagonais, 1 polegada (25 mm) de altura. As pólvoras de grãos muito grandes, estando sujeitos a defeitos de fabricação, não eliminaram completamente o perigo de sobrepressão, como demonstrado no acidente de 1880 no couraçado italiano Caio Duilio, envolvendo a pólvora produzida na fábrica de produtos químicos de Fossano.
A pólvora marrom tornou-se obsoleta como propelente devido à introdução de propelentes nitro-explosivos como o Poudre B, na França, e posteriormente pela Ballistite de Nobel e, na Grã-Bretanha, pela cordite. Esses novos propelentes produziram menos fumaça, particularmente menos fumaça preta.[carece de fontes?]